# جايسون كينيدي
جايسون كينيدي (بالإنجليزية: Jason Kennedy)‏ (11 سبتمبر 1986 المملكة المتحدة - ) هو لاعب كرة قدم بريطاني يلعب كلاعب وسط.

## روابط خارجية
- جايسون كينيدي على موقع قاعدة بيانات كرة القدم.إي يو (الإنجليزية)
- جايسون كينيدي على موقع Soccerbase.com (لاعب) (الإنجليزية)
- جايسون كينيدي على موقع عالم كرة القدم.نت (الإنجليزية)